# Dendrochilum lacteum
Dendrochilum lacteum är en orkidéart som beskrevs av Cedric Errol Carr. Dendrochilum lacteum ingår i släktet Dendrochilum och familjen orkidéer. Inga underarter finns listade i Catalogue of Life.